# Circonscription de Dangila
La circonscription de Dangila est une des 135 circonscriptions législatives de l'État fédéré Amhara, elle se situe dans la Zone Agew Awi. Sa représentante actuelle est Huluagersh Tazez Gobeze.